# نيك بلفنز
نيك بلفنز هو لاعب اتحاد الرغبي كندي، ولد في 11 نوفمبر 1988.

## وصلات خارجية
- نيك بلفنز عل موقع إسبنسكروم (الإنجليزية)